# 天賦人権論
天賦人権論（てんぷじんけんろん）とは、「すべて人間は生まれながらに自由かつ平等で、幸福を追求する権利をもつ」という近世西欧で確立された自然権（natural rights）思想を、明治時代の日本人が自国に紹介する際に用いた表現・語り口。「nature」の訳語としての「自然」という語彙がまだ定着・普及していない時代に、儒教概念である「天」を代わりに用いて、その意味・ニュアンスを表現しようとしている。天賦人権説（てんぷじんけんせつ）とも。
自由民権論において「天」の思想を援用して自由民権は「天」から賦与されたものであるとして用いられた言葉。
対義語は“自由や権利は国から与えられる”とする国賦人権論あるいは法実証主義。

## 解説
イギリスのトマス・ホッブズやジョン・ロック、ジョン・スチュアート・ミル、フランスのジャン＝ジャック・ルソーら啓蒙思想家や自然法学者によって主張された思想である自然権（natural rights）の概念を日本に移入するさいに作られた造語であり、明治初年に福沢諭吉や加藤弘之らが対外的独立を達成するために、封建的身分制を打破し、人民全体を国家の主体的担い手に高めるという意図と結びついて主張されはじめた語である。

当時の日本人の思考方法や生き方の中に儒教思想が深く根を張っていたため、天賦人権論もその影響を受けている。儒教思想における「天」は、自然であるとともに天地万物の造物主としての絶対的規範であり、人間を道徳的・政治的に規制するものであった。「天」は人間にとって絶対的なものであり、その儒教の中心思想は「天人相関」「天人合一」であり、「天」に対して人間はあくまで受け身であり、主体性をもっていなかった。天の道を具現しているものは天子であり、天子の支配の政治的・倫理的規範という側面も有していたが、民権論者は儒教思想の「天」を援用しつつも、「自由」「民権」「平等」「幸福」という近代思想を人民の立場から要求し、基本的人権の侵害に対しては抵抗権を行使してよいという思想も持っていた。
当時の民権論者は自由民権は「天」から賦与されたものであって、この貴重な権利を伸暢することこそ人間としての「天性」をまっとうすることであって、これを怠ることは「天意に戻り人間の分に背きて、耻辱焉より甚だしきは莫きなり。人たるものゝ責も亦至大至重」と考え、その具体的方法は国会開設・憲法制定こそを「天理」にかなったものであると考えた。
このような「天」の思想に対して人間至上主義、近代的自我意識、法律万能主義、近代的合理主義からの批判も見られたが、自由民権論者はおおむね儒教思想的な「天」の思想に依拠していたとみられている。
「天は人の上に人を造らず人の下に人を造らず」（『学問のすすめ』福沢諭吉）という名句も儒教思想の「天」を利用して「平等」といった近代思想を説明した例である。

## 歴史
人間が、自然状態（政府ができる以前の状態、法律が制定される以前の状態）の段階より保持している生命・自由・財産・健康に関する権利（自然権）は不可譲であるとの思想から、とりわけ自由と平等が強調され、明治初期に福澤諭吉・植木枝盛・加藤弘之・馬場辰猪らの啓蒙思想家、民権論者によって広く主張された。
幕府当局の命を受けオランダ、ライデン大学のフィセリング教授に師事し国際法を研究した西周が『万国公法』に「性理ノ公法ハ其基本ニシテ泰西公法ハ源ヲ斯ニ取ラサルヲ得サルナリ」と記したように、当時、国際法は自然法的なものととらえられ受容された。
五箇条の御誓文に「旧来ノ陋習ヲ破リ天地ノ公道ニ基ク可シ」とあるのも、国際法に対する自然法的な受け止め方を示すと言われる。
ヨーロッパから帰国した福沢諭吉は『西洋事情』、『学問のすゝめ』『文明論之概略』等を公刊し一身の自由と独立を説いてやむなかった。
スマイルス著の『セルフ・ヘルプ』も中村正直によって『西国立志編』として公刊され、「明治の聖書」とまで呼ばれて『西洋事情』とともに広く読まれた。
天皇の家庭教師もつとめ、江藤新平ととも洋学中心の体制を整えた加藤弘之は、1875年には『國体新論』を著し「君主も人、人民も人なり」と平等思想を説き、国学の国体論を批判した。しかし元老院議官海江田信義が『国体新論排斥の建言書』を提出し加藤を「刺殺しかねない勢いで」恫喝、立花隆によれば、これが理由で政府高官も次々に批判すると加藤は折れ、天賦人権説を妄想として否定するに至ったという。一方で加藤が海江田から脅迫まがいの圧力を受けたことは史実と考えられているものの学理的には明治8年（1875）の『國体新論』で明記していたように、天賦の人権と表現しながら「人民は君主政府の保護を受けて、その安全を得るがゆえに、あえてその保護を求むるの権利を有す」とあることから明らかなように、国学者たちの「天下国土をもって一君の私有とする」国体論を非難するばかりでなく、自由民権運動の初期からの彼らの自由平等説に対しても否定的であった。もともと自由民権論者として限界のあった加藤は、明治10年以降、社会的進化論への転向を始めており、明治15年（1882）に至り『人権新説』を上梓し、冒頭でドイツの社会進化論の書籍を多数列挙のうえ、その権威において天賦人権説には歴史的に見て根拠がない旨を開陳している。後半では、社会進化のありさまが述べられ、強者たちが権力をめぐる競争を繰り広げ、その勝者が言わば自らの地位の安全を図るために、弱者にもある程度の自由を保障するのだが、それこそが自由権の起源であり、決して天によって賦与されたがために全ての人間に自由権があるわけではないとした。
この加藤の思想的「転向」宣言は植木枝盛・馬場辰猪・矢野文雄・黒岩大・外山正一らから批判を受けるものの、その後の自由民権運動の衰退とともに、天賦人権の思想も急激に消滅してゆくこととなった。
維新政府は、成立早々に五箇条の御誓文を発し、新政府の基本目標を宣言するとともに、平民に苗字を許し、武士の斬捨御免を禁止し、華族、士族、平民間の婚姻を許可し、賤民身分を廃止し、人身売買を禁止するなど封建的身分制を解体し、人権領域の大きな改革を行った。この時期は旧体制の変革に熱心な維新政府と天賦人権説、啓蒙的自由論は蜜月的な関係にあったと言える。
征韓論に破れた板垣退助は愛国公党を結成。その本誓には「通義権理ナル者ハ天ノ均ク以テ人民ニ賜フ所ノ者ニシテ、人力ノ以テ移奪スルヲ得サル者ナリ」、「我輩ノ斯ノ政府ヲ視ルコト斯ノ人民ノ為メ設クル所ノ政府ト看做スヨリ他ナカルヘシ」と明らかに天賦人権説を述べている。立志社設立趣意書、民選議院設立建白書にも同趣の言明がみられる。
1980年、明治政府は自由民権運動の国民のエネルギーに押される形で明治23年（1990年）に国会開設を約束する国会開設聖詔を出す中、自由党の結成をみるが、政府による締め付けや過激な事件を続出させたこともあって1984年に自由党は解散し、自由民権運動が幕を閉じるとともに天賦人権説も歴史の表舞台から姿を消した。
日本国憲法では自然権的な権利として人権を保障した第11条、第13条、第97条に現代人権宣言のもつ要素をすべて含んだ人権規定を設けている。この日本国憲法の人権の考え方は1776年のアメリカ独立宣言を淵源とするものである。
アメリカ独立宣言はキリスト教神学の影響を強く受けた、造物主・神より与えられた天賦人権論によるものである。
自由民主党の日本国憲法改正草案では、人権規定について「我が国の歴史、文化、伝統を踏まえたものであることも必要」であり「現行憲法の規定の中には、西欧の天賦人権説に基づいて規定されていると思われるものが散見」され、こうした規定「例えば憲法11条の『基本的人権は、現在及び将来の国民に与へられる』」という規定は「（第十一条 国民は、全ての基本的人権を享有する。この憲法が国民に保障する）基本的人権は、侵すことのできない永久の権利である」に改めるとしている。